# Schwarzer Brei

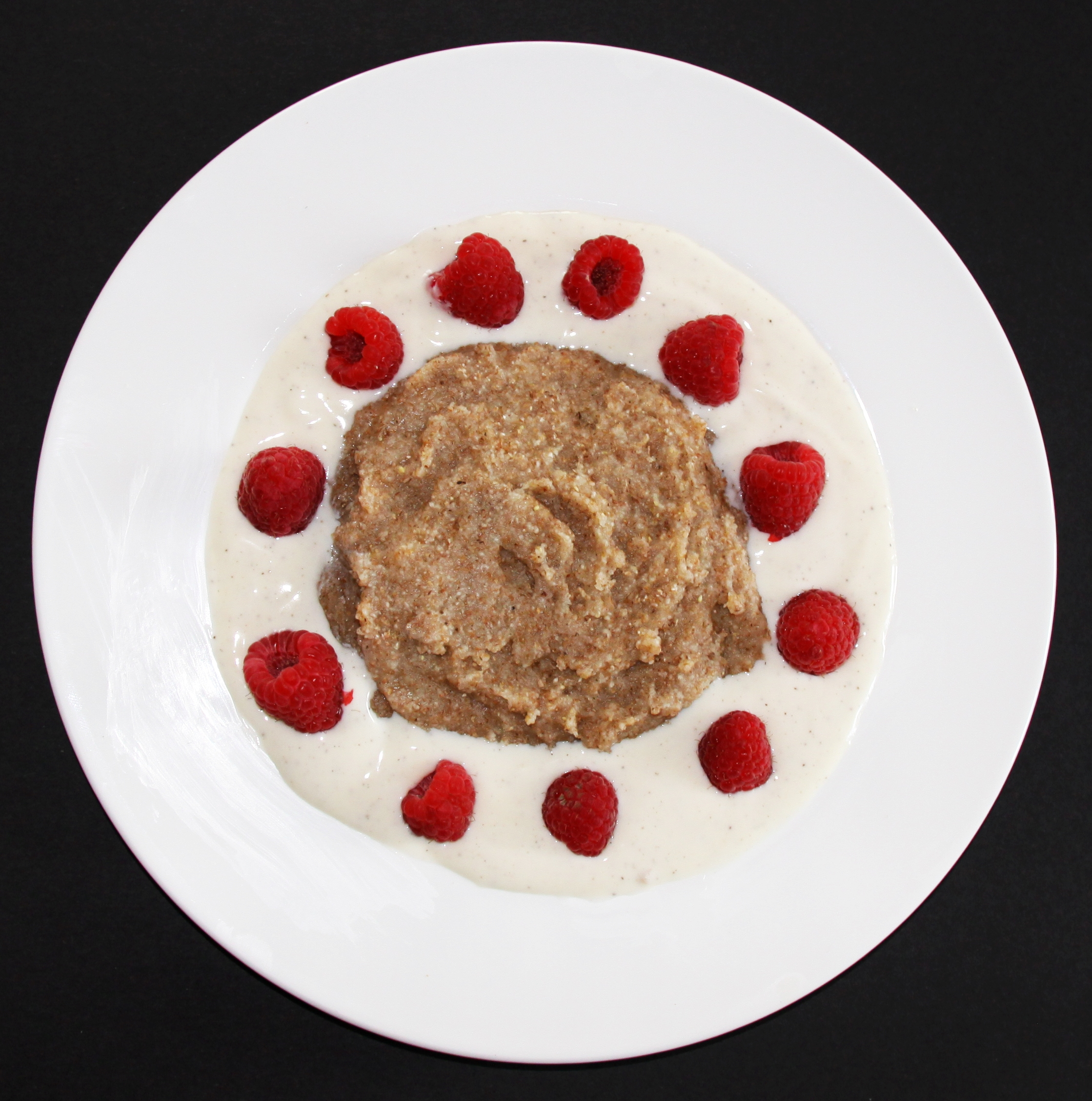
Schwarzer Brei mit Vanillesauce und Himbeeren

Der Schwarze Brei, auch Musbrei, Habermus, Schwarzes Mus oder Brennt’s Mus (gebranntes Mus) genannt, ist eine für die Schwäbische Alb und Oberschwaben typische traditionelle Speise, deren Hauptbestandteil Musmehl ist. Für die Zubereitung wird das Musmehl in kochendes, gesalzenes Wasser eingerührt, mit Milch zu einem dicklichen Brei verkocht und anschließend mit in Schweineschmalz gerösteten Zwiebeln übergossen. Entgegen seinem Namen sieht der fertige Brei nicht schwarz, sondern braun aus.
Auf der Schwäbischen Alb galt der Schwarze Brei jahrhundertelang als wichtigstes Nahrungsmittel der Landbevölkerung, weil er einfach zuzubereiten und zugleich ebenso nahrhaft wie sättigend ist. Im Schwäbischen Wörterbuch von Hermann Fischer wird berichtet, wie der Schwarze Brei bereits im Jahr 1540 die ärmere Bevölkerung auf der Schwäbischen Alb vor dem Verhungern rettete.
Heutzutage wird der Schwarze Brei eher selten zubereitet, findet jedoch aus historischer, ernährungsphysiologischer und kulinarischer Sicht wieder zu neuer Beachtung. So hat beispielsweise die Organisation Slow Food den Schwarzen Brei – ebenso wie das dazugehörige Musmehl – als „nahezu in Vergessenheit geratenes regionaltypisches Nahrungsmittel“ in ihre Arche des Geschmacks aufgenommen.
Der Schwarze Brei wird ganz klar von der schwäbischen Brennsuppe unterschieden. Diese wird in der schlichtesten Version aus Mehl mit Wasser oder Milch gekocht und mit Salz oder Zucker gewürzt. Je nach regionaler Variante werden teilweise auch Brotwürfel als Einlage hineingebrockt.
Auch als Schwarzer Brei bezeichnet wird eine dickflüssige Suppe aus trockenem Brot, welches eingeweicht und mit Gewürzen wie Pfeffer, Salz, Muskat und Essig so lange gekocht wird, bis eine feine Masse entstanden ist. Zu dieser wird dann das Blut von der Schlachtung hinzugegeben. Historisch ist dieser Schwarze Brei eine traditionelle Beilage beim Schlachtfest.